# Radschläfe
Die Radschläfe in Siegen ist Bestandteil des Rosterbergs und damit Teil der acht Hauptberge Siegens.

## Beschaffenheit
Der Berg ist untergliedert in die erste und zweite Radschläfe und mit Nadelwäldern bewachsen. Bis in die 1950er Jahre war das Gebiet ein beliebter Naherholungsraum der Siegener Bevölkerung. Im Bereich der ersten Radschläfe liegt der Ählskopf (auch Ählnkopf), rund 350 Meter hoch. Im oberen Bereich gab es früher einen weitläufigen Höhlenzugang, der seit Jahrzehnten geschlossen ist.
Ein leicht ansteigender Weg führt durch dichten Wald zur zweiten Radschläfe. Sie ist, wie der Zuweg, noch unbebaut. Sie wird durch einen großen nahezu ebenen Platz gekennzeichnet. Von hier gelangt man über einen direkten Zuweg zur 482 Meter hoch gelegenen Eisernhardt.

## Bebauung
Ab Mitte bis Ende der 1950er Jahre wurde der Rosterberg bebaut. In der Rosterstraße oberhalb der Gaststätte/Hotel Schäfer entstand eine Wohnsiedlung. Die Radschläfe nebst Wäldchen und Hecken wurde schließlich ebenfalls bebaut. Neben der Awo-Großanlage gab es auf der gegenüberliegenden Seite ein Wohngebiet mit meist Einfamilienhäusern. Im ehemaligen Wald- und Wiesenbereich wurde das Jung-Stilling-Krankenhaus gebaut. 